# Giovanni Peragine
Giovanni Peragine B. (ur. 25 czerwca 1965 w Altamurze) – włoski duchowny katolicki, administrator apostolski południowej Albanii w latach 2017–2024, arcybiskup koadiutor Szkodry-Pultu w latach 2024–2025, arcybiskup tejże archidiecezji od 2025.  

## Życiorys

### Prezbiterat
10 marca 1993 otrzymał święcenia kapłańskie w zgromadzeniu barnabitów. Po święceniach pracował jako wikariusz w jednej z florenckich parafii. W 1998 wyjechał do Albanii i rozpoczął pracę jako wikariusz w Milot, a w 2002 objął probostwo w tej parafii. Jednocześnie pełnił funkcje m.in. wychowawcy w zakonnym seminarium, wikariusza prowincji oraz przełożonego albańskiej Konferencji Wyższych Przełożonych Zakonnych.

### Episkopat
15 czerwca 2017 został mianowany przez Franciszka administratorem apostolskim Południowej Albanii oraz biskupem tytularnym Phoenice. Sakry udzielił mu 7 września 2017 metropolita Tirany - arcybiskup George Frendo.
W latach 2018-2024 był wiceprzewodniczącym, a w lutym 2024 został wybrany sekretarzem generalnym albańskiej Konferencji Episkopatu.
20 maja 2024 został przeniesiony na urząd arcybiskupa koadiutora Szkodra-Pult. 
8 stycznia 2025 objął urząd arcybiskupa Szkodry-Pultu po przyjęciu przez papieża rezygnacji arcybiskupa Angelo Massafry. Paliusz otrzymał z rąk papieża Leona XIV w dniu 29 czerwca 2025.